# Верх-Суксун
Верх-Суксун — село в составе Суксунского городского округа в Пермском крае.

## Географическое положение
Село расположено в западной части округа на западном берегу Суксунского пруда на расстоянии примерно 1 километр по прямой на запад от поселка Суксун.

## Климат
Климат континентальный. Зима продолжительная, снежная. Средняя температура января −16 °C. Лето умеренно-тёплое. Самый тёплый месяц — июль. Средняя температура июля +18 °C. Длительность периода с температурой более 10 °C соответствует периоду активной вегетации и составляет 120 дней, с температурой более 15 °C — 70 дней. Последние заморозки прекращаются в третьей декаде мая, а в отдельные годы — конце апреля или начале июня. Атмосферные осадки выпадают в количестве 470—500 мм в год.

## История
Село известна с 1651 года как деревня Верх Суксуна реки. Другие наименования — Суксунское, Введенское. Селом стало в конце XVII века после постройки деревянной Введенской церкви. В советский период истории существовали артель «Интернационал», колхоз «Уралец», совхоз «Южный». Село было центром Верх-Суксунского сельского совета до 1988 года. До 2019 входило в состав Киселевского сельского поселения Суксунского района, после упразднения которых входит непосредственно в состав Суксунского городского округа.

## Инфраструктура
В селе имеется фельдшерско-акушерский пункт, начальная школа, дом культуры, библиотека.

## Население
Постоянное население составляло 135 человек в 2002 году (98 % русские), 115 человек в 2010 году.